# Lamech (syn Metuszaela)
Lamech, Lamek (hebr. לֶמֶך – Lemech) – postać biblijna, syn Metuszaela, potomek bratobójcy Kaina. Według Księgi Rodzaju miał dwie żony: Adę i Sillę. Ada urodziła mu synów Jabala i Jubala, zaś Silla urodziła mu syna Tubal-Kaina i córkę Naamę.
W Księdze Rodzaju 4,23 Lamek wyrzekł do swoich żon następujące słowa:

Słuchajcie, co wam powiem, żony Lameka. Nastawcie ucha na moje słowa: Gotów jestem zabić człowieka dorosłego, jeśli on mnie zrani, i dziecko – jeśli zrobi mi ono siniec! Jeżeli Kain miał być pomszczony siedmiokrotnie, to Lamek siedemdziesiąt siedem razy!

Wypowiedź świadczy o dzikości moralnej potomków bratobójcy Kaina.